# Gospodarka Łodzi

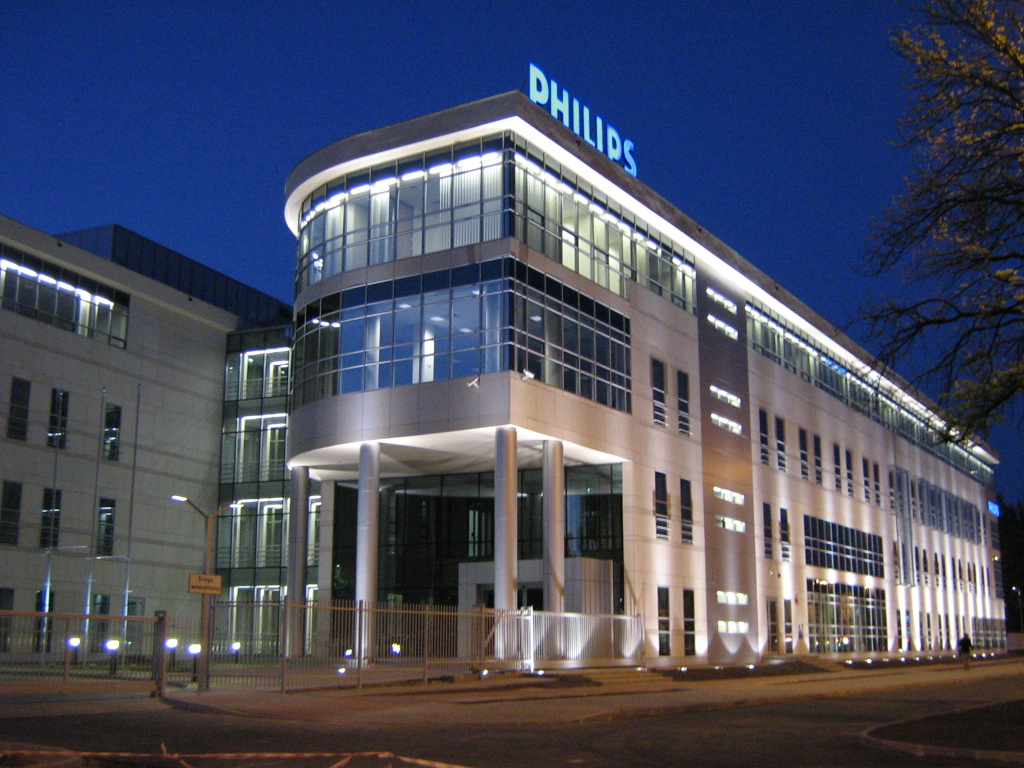
Nordea Operations Centre (NOC) centrum operacyjne wchodzące w skład Grupy Nordea, które świadczy usługi skandynawskim oddziałom banku

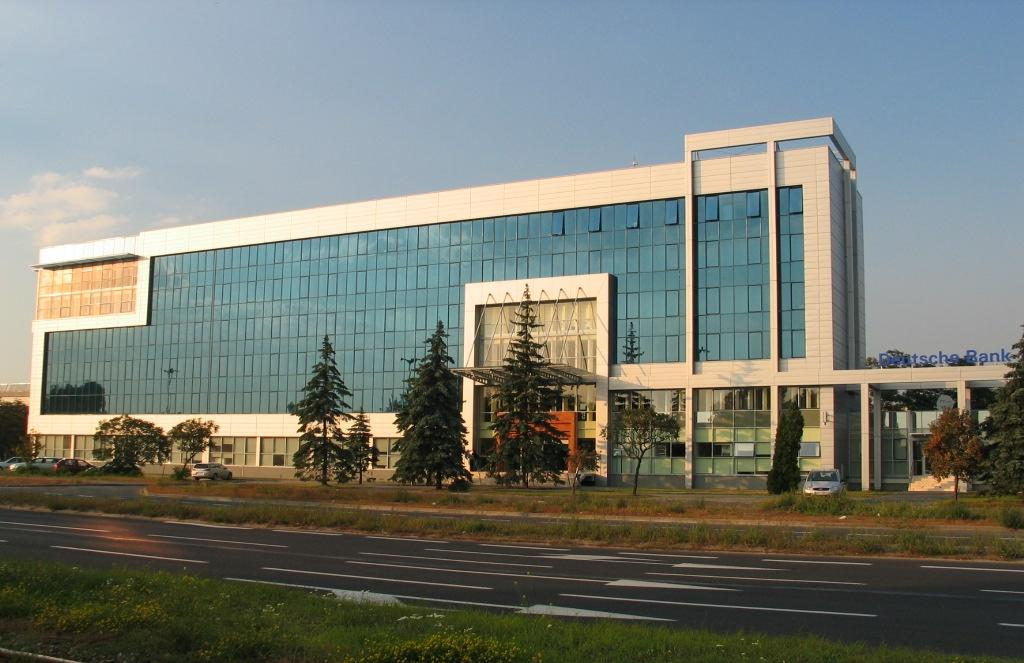
Biurowiec firmy Redan S.A

Łódź wyróżnia korzystne położenie geograficzne w środku Polski oraz kształtujące się trzy węzły transportu: autostradowy, kolejowy i lotniczy.
Łódź kojarzona jest z przemysłem włókienniczym i z takimi przedsiębiorstwami jak Próchnik, Redan, Monnari Trade, Hexeline i Zakłady Tekstylno-Konfekcyjne Teofilów.
Oprócz przemysłu włókienniczego znaczenie dla miasta mają: rozwój nowych technologii, infrastruktury (rozbudowa autostrad, modernizacja połączenia kolejowego z Warszawą, rozwój lotniska Łódź-Lublinek) oraz pozyskiwanie inwestorów w trzech branżach: centra zaplecza biznesowego (tzw. BPO – Business Process Outsourcing), logistyka i AGD.
Swoje siedziby w Łodzi mają m.in.: UNIQA Towarzystwo Ubezpieczeń, Pelion, Łódzka Spółdzielnia Mleczarska, Infosys Poland i Rossmann Supermarkety Drogeryjne Polska. W Łodzi powstała i działa Grupa Atlas.
Produkcją sprzętu AGD zajmują się m.in.  Merloni Indesit i Bosch/Siemens. Obie firmy zachęciły też swoich poddostawców do przeniesienia produkcji do Łodzi.
W Łodzi zainwestowali też: Gillette, ABB, Comarch, Ericpol Telecom, Hutchinson, Precise Technology, Orange Polska czy VF Corporation. Accenture utworzyła w Łodzi swoje centrum, a bank Citi Handlowy Centrum Operacji. W 2007 roku amerykański producent komputerów Dell wybudował fabrykę, w której zatrudnienie znalazło około 2,5 tys. osób.
Powstały tu też duże centra handlowo-rekreacyjne, m.in. Galeria Łódzka,  Manufaktura i Port Łódź. Manufaktura, otwarta w 2006 roku, zajmuje powierzchnię 27 ha.
6 marca 2013 Samsung Electronics Polska w University Business Park przy ul. Wólczańskiej w Łodzi otworzył Centrum Badań i Rozwoju. Zadaniem zatrudnionych w nim osób jest przygotowywanie oprogramowania do telewizorów, telefonów oraz dekoderów telewizji cyfrowej.

## Przemysł

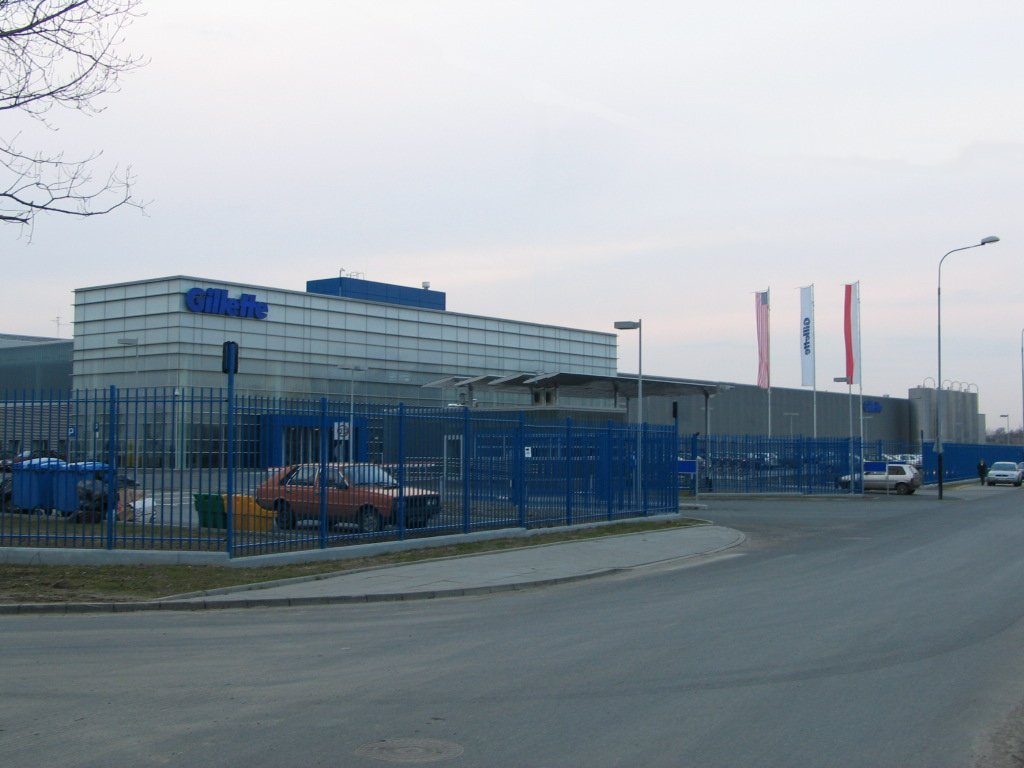
Gillette Łódź

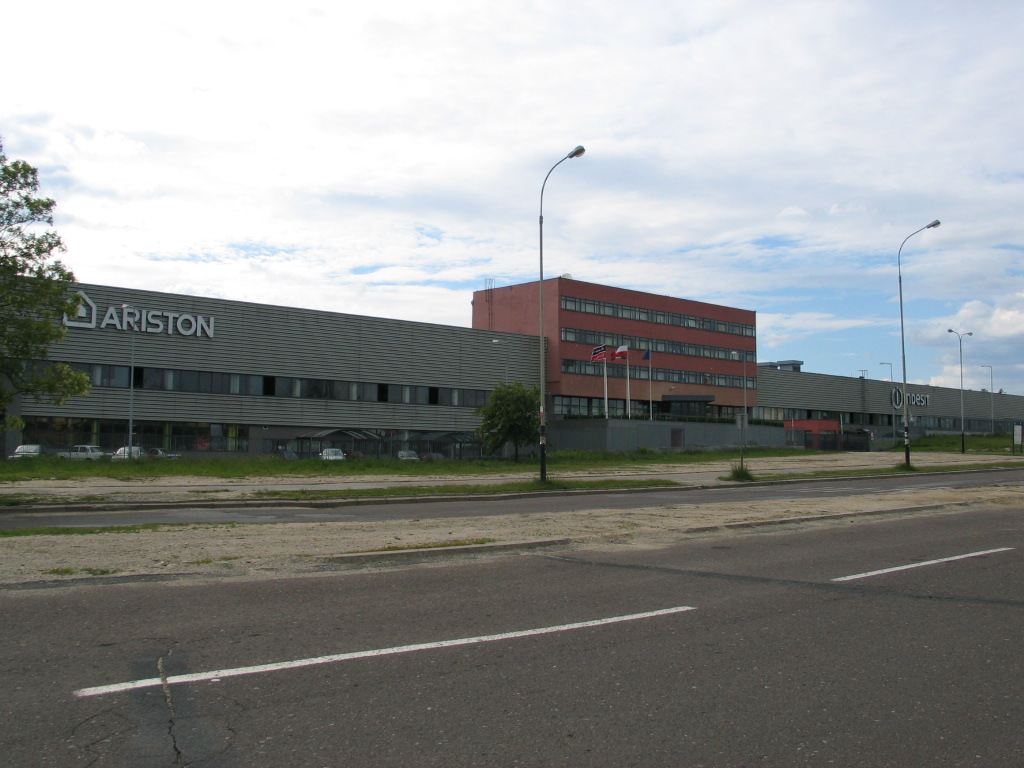
Indesit Łódź

Wskutek gwałtownego rozwoju Łódź stała się w XIX, a następnie XX wieku jednym z większych w świecie ośrodków przemysłu włókienniczego (bawełniany, wełniany, dziewiarski). W latach 90. XX wieku nastąpił jednak jego niemal całkowity upadek i miasto zostało zmuszone do tworzenia i rozwijania innych gałęzi przemysłu.
Łódź stała się ośrodkiem produkcji sprzętu AGD. W Łodzi zainwestowały takie przedsiębiorstwa jak Merloni Indesit czy Bosch/Siemens. Oba przedsiębiorstwa zachęciły też swoich poddostawców (Cablex, Chemrem-organica, Coco-Verk, Drahtzug Stein, Hirsch, HSV, Mecalit, Prettl, Wirthwein) do przeniesienia produkcji do Łodzi.
W Łodzi znajdują się ponadto siedziby polskich firm biotechnologicznych takich jak Mabion, Celther czy Pharmena oraz laboratoria R&D międzynarodowych koncernów do których można zaliczyć Novartis, Takeda. 
W 2006 roku otworzył w Łodzi swoją fabrykę na Nowym Józefowie Gillette. Jest to największa na świecie fabryka ostrzy i maszynek do golenia tej firmy. Wybudowanie fabryki zajmującej ponad 92 tys. m². kosztowało 120 milionów euro i trwało 2 lata.
W 2007 roku amerykański producent komputerów – Dell, wybudował fabrykę na Olechowie, w której zatrudnienie znalazło około 2,5 tys. osób. U jego kooperantów kilka razy więcej. Łódzki zakład, wraz z parkiem technologicznym, magazynami i siecią transportową ma kosztować około 200 milionów euro. W Łodzi są produkowane serwery nowej generacji i dwa typy notebooków z nagradzanych serii Latitude i Inspiron. Większość produkcji trafia do Polski i Europy Środkowo-Wschodniej.
Sporą zasługę w rozwoju przemysłu w Łodzi w ostatnim czasie ma Łódzka Specjalna Strefa Ekonomiczna, która w 2005 roku uruchomiła najwięcej w Polsce fabryk spośród wszystkich stref. Znaczenie też miało skorzystanie przez miasto z usług firmy doradczej McKinsey & Company (jako pierwszego miasta w Polsce), czy wprowadzenie w życie programu pomocy de minimis dla przedsiębiorców inwestujących w nowoczesne technologie.

## Handel

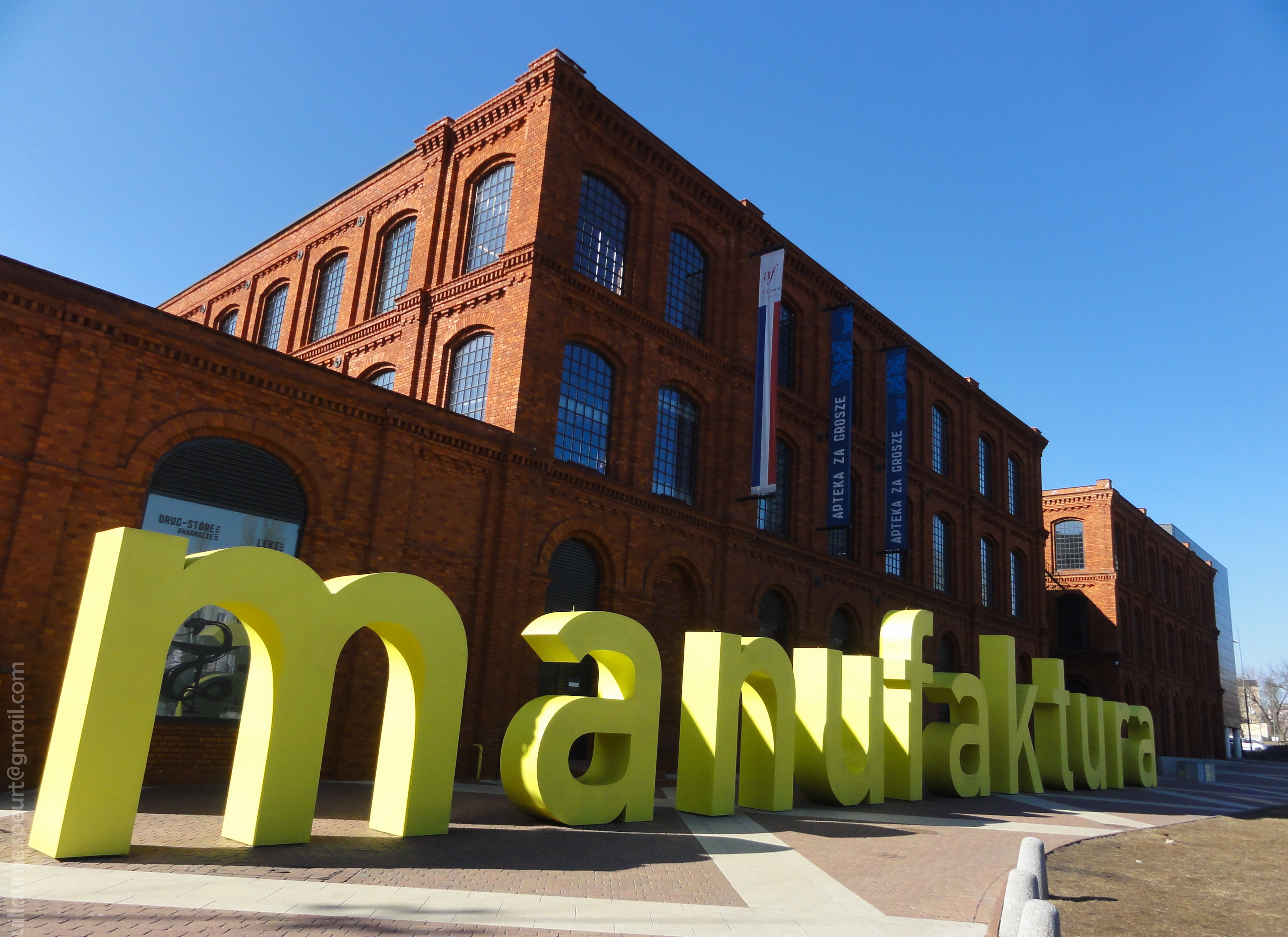
Centrum Manufaktura

### Centra handlowe
1. Port Łódź
2. Manufaktura
3. Galeria Łódzka
4. Łódzki Rynek Hurtowy „Zjazdowa”
5. M1
6. Centrum Handlowe Tulipan
7. Pasaż Łódzki
8. Centrum Handlowo-Rozrywkowe Sukcesja

### Hipermarkety

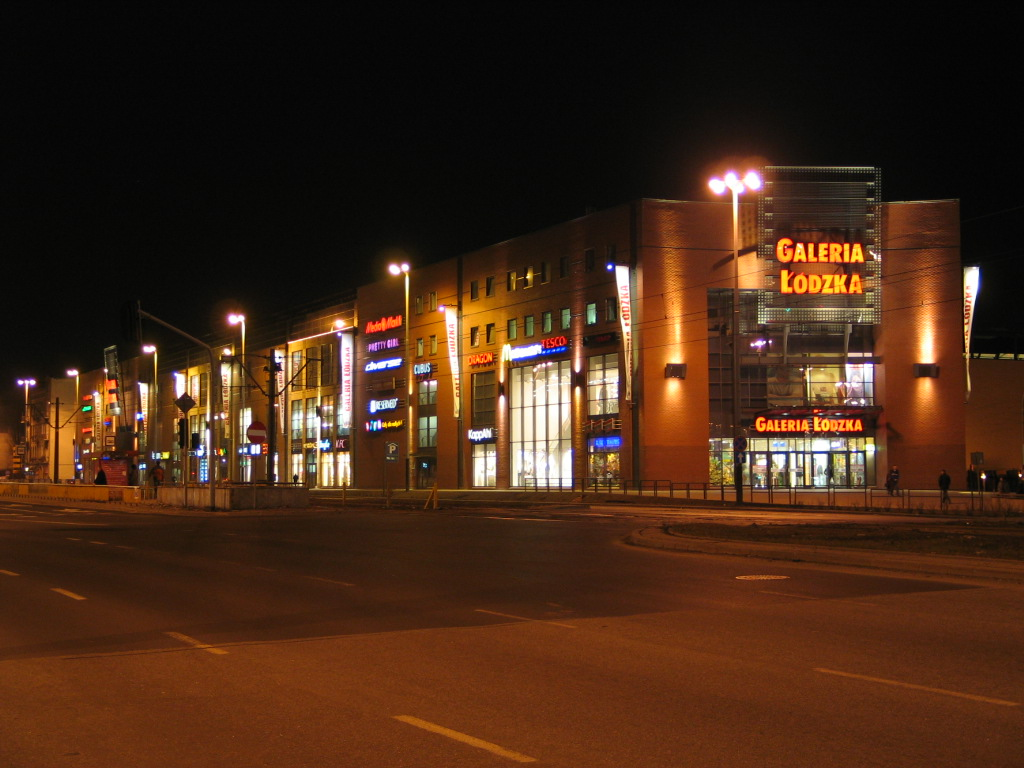
Galeria Łódzka

1. Carrefour
2. Castorama
3. E.Leclerc
4. Makro Cash and Carry
5. Nomi
6. OBI
7. Selgros
8. Piotr i Paweł
9. Alma

### Supermarkety
1. Jerónimo Martins – Biedronka
2. Media Markt
3. PHU Domar
4. Raab Karcher
5. Rossmann – supermarkety drogeryjne
6. RTV Euro AGD
7. GoSport – supermarkety sportowe
8. Agata Meble

## Targi Łódzkie

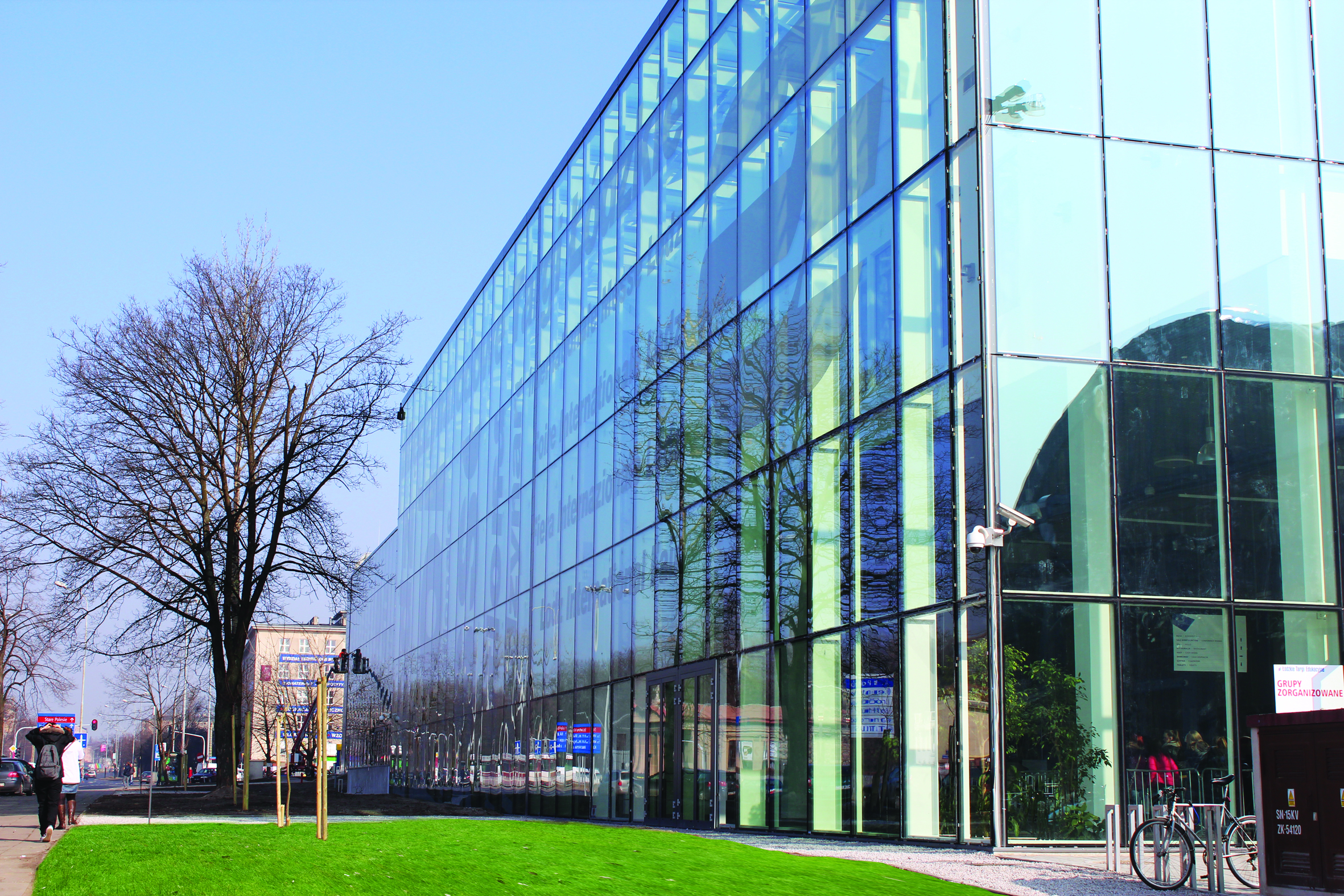
Centrum Konferencyjno-Wystawiennicze

W Łodzi organizowane są targi międzynarodowe w Centrum Wystawienniczo-Handlowym. W 1999 roku Międzynarodowe Targi Łódzkie zostały uhonorowane przez „Gazetę Targową” nagrodą Hermes za wybitne osiągnięcia targowe.
W 2012 roku oddano do użytku nową przestrzeń w Centrum Konferencyjno-Wystawienniczym przy al. Politechniki 2. Ma ono powierzchnię ponad 13 tys. m², z czego 1 tys. m² to powierzchnia pięciu sal konferencyjnych, a 5,7 tys. m² to przestrzeń wystawiennicza, którą można podzielić na 4 części, dzięki ruchomym, dźwiękoszczelnym ścianom działowym.

## Łódzka Specjalna Strefa Ekonomiczna
Łódzka Specjalna Strefa Ekonomiczna jest jedną z 14 Specjalnych Stref Ekonomicznych w Polsce. Została utworzona w 1997 roku w drodze rozporządzenia Rady Ministrów. Funkcjonować będzie do 2026 roku. Składa się z 45 podstref ulokowanych w trzech województwach (łódzkie, mazowieckie, wielkopolskie). Zajmuje obszar ponad 1300 hektarów. Inwestorzy ŁSSE działają w różnych branżach (kosmetyczna, farmaceutyczna, opakowania, AGD, IT i BPO).

## Wskaźniki ekonomiczne
Produkt brutto miasta na rok 2016 wyniósł 41 465 000 000 złotych (59 347 zł per capita) według danych Urzędu Statystycznego w Łodzi.
Wartość brutto majątku miasta według stanu na dzień 31 grudnia 2013 roku wynosiła 17 321 879 780 złotych (12 823,05 zł per capita) według danych urzędu miasta.

## Wskaźniki sytuacji społeczno-gospodarczej
Dzięki nowym inwestycjom stopa bezrobocia jednak w ostatnich latach systematycznie spada. W maju 2006 roku wynosiła 15,5% (w grudniu 2004 – 17,9%, a w grudniu 2005 – 16,4%). Od września 2004 do września 2005 liczba łodzian bez pracy zmalała prawie o 6 tys. Na początku czerwca 2006 roku wciąż prawie 50 tys. osób pozostawało w Łodzi bez pracy (liczba zarejestrowanych bezrobotnych 2 czerwca 2006 roku – 47 731). Wskaźnik bezrobocia rejestrowanego na koniec sierpnia 2015 roku wyniósł w Łodzi 10,5%. Jest to co prawda poziom zbliżony do średniej krajowej, ale w innych wielkich miastach poziom bezrobocia jest zdecydowanie niższy.
Podstawowe wskaźniki sytuacji społeczno-gospodarczej Łodzi na koniec 2015 roku:
- liczba podmiotów gospodarki narodowej – 96,0 tys.
- liczba pracujących w sektorze przedsiębiorstw łódzkich – 102,3 tys. osób
- przeciętne miesięczne wynagrodzenie brutto w sektorze łódzkich przedsiębiorstw ogółem – 2228 zł. W porównaniu do 2004 roku oznacza to wzrost o 4,5% (najwyższy wystąpił w przemyśle – o 5,8%). Jednak pomimo tego poziom wynagrodzeń w Łodzi w porównaniu z innymi dużymi miastami kraju był nadal najniższy (we Wrocławiu – 2 424, w Krakowie – 2 433, w Poznaniu – 2 702, a w Warszawie – 3 397).